# Комета (фотоаппарат)
Коме́та — советский дальномерный фотоаппарат, представленный на Всемирной выставке в Брюсселе в 1958 году. Первый в мире фотоаппарат со сменными объективами, поддерживающий полуавтоматическое управление экспозицией. Серийно не выпускался.

## История создания
Фотоаппарат «Комета» разработан на Красногорском механическом заводе специально для показа на Брюссельской выставке 1958 года. Перед конструкторской группой под руководством Григория Дорского была поставлена задача продемонстрировать возможности советской промышленности и создать образец, не имеющий аналогов в мире. Результатом их работы стала первая в мире камера со сменными объективами и фокальным затвором, в которой реализовано сопряжение экспонометра как по выдержке, так и по диафрагме, и как следствие полуавтоматическое управление экспозицией. До этого полноценное сопряжение экспонометра с органами управления экспозицией удавалось осуществить только на аппаратуре с несменным объективом и центральным затвором. Кроме того, имелись и другие новшества, ранее не встречавшиеся на советских камерах. 
На выставке были представлены два аппарата и комплект объективов к ним с фокусным расстоянием от 20 до 135 мм. «Комета» привлекла внимание специалистов и заслужила весьма лестные отзывы в западной прессе. Серийное производство «Кометы» планировалось на начало 1960-х, но так и не было развёрнуто. «Комета» осталась «демонстратором технологии» и одним из самых редких советских фотоаппаратов, представленных на публике. Точное количество изготовленных аппаратов неизвестно. Из двух «Комет», экспонировавшихся в Брюсселе, одна была к концу мероприятия утеряна. Есть достоверные сведения только об одном сохранившемся комплектном экземпляре, который находится в частной коллекции в Австрии, и о фрагментах другого (хранятся на КМЗ).

## Технические характеристики
- Формат кадра: 24×36 мм.
- Крепление объективов байонетное. Конструктивно байонет подобен креплению Leica M. Рабочее расстояние — 30 мм.
- Объективы: «Руссар» МР-2 5,6/20, «Орион-15» 6/28, «Юпитер-12» 2,8/35, «Меркурий-1» 2/50, «Юпитер-3» 1,5/50, «Гелиос-40» 1,5/85, «Таир-11» 2,8/135 в специальных оправах, обеспечивающих сопряжение с автоматикой камеры.
- Экспонометр с селеновым фотоэлементом механически связан с затвором и диафрагмой. Механизм обеспечивает автоматическую установку экспозиции в режиме приоритета выдержки и приоритета диафрагмы при бесступенчатой установке обоих параметров (в тогдашней советской терминологии — полуавтоматическая установка экспозиции).
- Диапазон светочувствительности: 16—250 ед. ГОСТ.
- Диапазон выдержек: от 1 до 1/1000 с и длительная.
- Совмещенный видоискатель-дальномер с автоматической компенсацией параллакса; рамки в видоискателе автоматически устанавливаются в соответствии с фокусным расстоянием установленного объектива.
- Синхронизация с импульсными вспышками на выдержках от 1 до 1/60 с, с одноразовыми (с упреждением на 20 мс) — от 1/125 до 1/1000 с. Переключение типа синхронизации — автоматическое.
- Взвод затвора и транспортировка плёнки — с помощью рычага (курка).
- Счетчик кадров с автоматическим сбросом при перезарядке.
- Автоспуск (задержка 9—15 с).
- Корпус металлический со съёмной задней крышкой.
- Транспортировка плёнки — из подающей кассеты в приемную.